# Saint-Germain-l'Aiguiller
Pour les articles homonymes, voir Saint-Germain.
Saint-Germain-l'Aiguiller est une ancienne commune française située dans le département de la Vendée, en région Pays-de-la-Loire.
Avec Mouilleron-en-Pareds, au 1er janvier 2016, elle devient une commune déléguée de Mouilleron-Saint-Germain.

## Géographie
Le territoire municipal de Saint-Germain-l'Aiguiller s'étend sur 844 hectares. L'altitude moyenne de la commune est de 132 mètres, avec des niveaux fluctuant entre 94 et 161 mètres,.

## Toponymie
Durant la Révolution, la commune porte le nom de L'Aiguiller-sur-Maine.

## Politique et administration

### Liste des maires
| Période                                  | Période            | Identité         | Étiquette | Qualité         |
| ---------------------------------------- | ------------------ | ---------------- | --------- | --------------- |
| 1888                                     | avril 1939 (décès) | René Vallette    |           |                 |
| 1939                                     | 1945               | Eugène Ducest    |           | Propriétaire    |
| mai 1945                                 | mars 1959          | Henri Ferchaud   |           |                 |
| mars 1959                                | mars 1965          | Ferdinand Daniau |           |                 |
| mars 1965                                | mars 1971          | Henri Ferchaud   |           |                 |
| mars 1971                                | mars 1983          | Louis Briffaud   |           |                 |
| mars 1983                                | juin 1995          | Pierre Marquis   |           |                 |
| juin 1995                                | mars 2008          | Serge Batiot     |           |                 |
| mars 2008                                | 31 décembre 2015   | Stéphane Pineau  |           | Agent technique |
| Les données manquantes sont à compléter. |                    |                  |           |                 |

### Liste des maires délégués
| Période                                  | Période  | Identité         | Étiquette | Qualité |
| ---------------------------------------- | -------- | ---------------- | --------- | ------- |
| 4 janvier 2016                           | En cours | Stéphane Pineau, |           |         |
| Les données manquantes sont à compléter. |          |                  |           |         |

## Démographie

### Évolution démographique
L'évolution du nombre d'habitants est connue à travers les recensements de la population effectués dans la commune depuis 1793. À partir du 1er janvier 2009, les populations légales des communes sont publiées annuellement dans le cadre d'un recensement qui repose désormais sur une collecte d'information annuelle, concernant successivement tous les territoires communaux au cours d'une période de cinq ans. 
Pour les communes de moins de 10 000 habitants, une enquête de recensement portant sur toute la population est réalisée tous les cinq ans, les populations légales des années intermédiaires étant quant à elles estimées par interpolation ou extrapolation. Pour la commune, le premier recensement exhaustif entrant dans le cadre du nouveau dispositif a été réalisé en 2007,.
En 2015, la commune comptait 465 habitants, en évolution de +19,23 % par rapport à 2008 (Vendée : +5,7 %, France hors Mayotte : +2,49 %).
| 1793 | 1800 | 1806 | 1821 | 1831 | 1836 | 1841 | 1846 | 1851 |
| ---- | ---- | ---- | ---- | ---- | ---- | ---- | ---- | ---- |
| 500  | 238  | 176  | 325  | 350  | 341  | 309  | 353  | 363  |

| 1856 | 1861 | 1866 | 1872 | 1876 | 1881 | 1886 | 1891 | 1896 |
| ---- | ---- | ---- | ---- | ---- | ---- | ---- | ---- | ---- |
| 331  | 310  | 324  | 336  | 336  | 356  | 372  | 391  | 389  |

| 1901 | 1906 | 1911 | 1921 | 1926 | 1931 | 1936 | 1946 | 1954 |
| ---- | ---- | ---- | ---- | ---- | ---- | ---- | ---- | ---- |
| 372  | 329  | 355  | 277  | 320  | 325  | 317  | 360  | 327  |

| 1962 | 1968 | 1975 | 1982 | 1990 | 1999 | 2007 | 2011 | 2013 |
| ---- | ---- | ---- | ---- | ---- | ---- | ---- | ---- | ---- |
| 284  | 272  | 271  | 267  | 316  | 309  | 343  | 424  | 452  |

### Pyramide des âges
La population de la commune est relativement jeune. Le taux de personnes d'un âge supérieur à 60 ans (16,9 %) est en effet inférieur au taux national (21,6 %) et au taux départemental (25,1 %).
Contrairement aux répartitions nationale et départementale, la population masculine de la commune est supérieure à la population féminine (51,3 % contre 48,4 % au niveau national et 49 % au niveau départemental).
La répartition de la population de la commune par tranches d'âge est, en 2007, la suivante :
- 51,3 % d'hommes (0 à 14 ans = 20,5 %, 15 à 29 ans = 21 %, 30 à 44 ans = 19,3 %, 45 à 59 ans = 23,3 %, plus de 60 ans = 16 %) ;
- 48,7 % de femmes (0 à 14 ans = 22,2 %, 15 à 29 ans = 19,2 %, 30 à 44 ans = 21,6 %, 45 à 59 ans = 19,2 %, plus de 60 ans = 18 %).

| Hommes | Classe d’âge | Femmes |
| ------ | ------------ | ------ |
| 0,6    | 90 ans ou +  | 0,0    |
| 5,7    | 75 à 89 ans  | 7,8    |
| 9,7    | 60 à 74 ans  | 10,2   |
| 23,3   | 45 à 59 ans  | 19,2   |
| 19,3   | 30 à 44 ans  | 21,6   |
| 21,0   | 15 à 29 ans  | 19,2   |
| 20,5   | 0 à 14 ans   | 22,2   |

| Hommes | Classe d’âge | Femmes |
| ------ | ------------ | ------ |
| 0,4    | 90 ans ou +  | 1,2    |
| 7,3    | 75 à 89 ans  | 10,6   |
| 14,9   | 60 à 74 ans  | 15,7   |
| 20,9   | 45 à 59 ans  | 20,2   |
| 20,4   | 30 à 44 ans  | 19,3   |
| 17,3   | 15 à 29 ans  | 15,5   |
| 18,9   | 0 à 14 ans   | 17,4   |

## Économie
Agriculture, Artisanat, Fleury Michon.

## Lieux et monuments
La commune est dépourvue d'église et est réputée sans clocher.
- Manoir du Vigneau (XVIIe siècle)
- Manoir de Beauregard
- Domaine Saint-Sauveur
- Notre-Dame de Lourdes

## Personnalités liées à la commune
- René Vallette, créateur de la Revue du Bas-Poitou, y vécut et fut maire pendant 48 ans.